# Verbascum nudatiforme
Verbascum nudatiforme är en flenörtsväxtart som beskrevs av Hub.-mor.. Verbascum nudatiforme ingår i släktet kungsljus, och familjen flenörtsväxter. Inga underarter finns listade i Catalogue of Life.